# Zhuang (volk)
De Zhuang (Zhuang: Bouчcueŋь/Bouxcuengh; Chinees: 壮族; pinyin: Zhuàngzú) zijn een zogenaamd 'minderheidsvolk' (shaoshu minzu) in China. Het volk wordt erkend door de Chinese overheid als een van de 56 officieel erkende etnische groepen in China. Er zijn naar schatting 18 miljoen Zhuang, waarmee ze het grootste minderheidsvolk in China zijn. De Zhuang zijn een Tai-volk.
Omstreeks 700 na Christus vormde Nan Chao, het eerste onafhankelijke koninkrijk van de Thais, in het zuiden van China in de buurt van de Unti-berg. Rond 1225 werd Nan Chao door de Mongolen vernietigd, de Tai deelden zich op in drie groepen en gingen hun eigen weg. De Tai-Yai trokken naar Birma, de Tai-Lao naar Laos en de Tai-Noi naar het huidige Thailand. In 1253 werd Nan Chao definitief veroverd door de Mongoolse keizer Koeblai Khan, stichter van de Yuan-dynastie. Het gebied werd als de provincie Yunnan aan Kublai Khans rijk toegevoegd. Veel etnische Tai vluchtten hierop naar het zuiden.

## Leefgebied
In Guangxi wonen veel Zhuang, vandaar dat deze provincie een autonome regio voor de Zhuang is geworden.

## Tradities
De meeste Zhuang hebben een traditionele animistische religie, hoewel een aantal van hen het christendom en boeddhisme aanhangen.

## Taal
De Zhuang spreken een Tai-taal, eveneens genaamd Zhuang.
Achang · Akha · Bai · Baima · Blang (Bulong) · Bonan · Buyi · Dai · Daur · De'ang · Dong · Dongxiang · Drung · Evenken · Gaoshan (Taiwanese aboriginals) · Gelao · Gin (Vietnamezen) · Han · Hani · Hlai (Li) · Hui · Jingpo · Jino · Kazachen · Kirgiezen · Koreanen · Lahu · Lhoba · Lisu · Mantsjoes · Maonan · Miao (Hmong) · Mongolen · Monpa (Menba) · Mulam (Mulao) · Nanai (Hezhe) · Naxi · Nu · Oeigoeren · Oezbeken · Oroqen · Pumi · Qiang · Russen · Salar · She · Sui · Tadzjieken · Tataren · Tibetanen (Zang) · Tu · Tujia · Wa (Va) · Yao · Yi · Yugur · Xibe · Zhuang